# Pimpla semirufa
Pimpla semirufa là một loài tò vò trong họ Ichneumonidae.